# Língua iquito
Iquito é uma língua  Zaparoana fortemente ameaçada de extinção. É falada do Peru. O IIquito é uma das três línguas sobreviventes dentre as Zaparoanas; as outros duas sendo  Záparo, com 1-3 falantes, e  Arabela com cerca de 75 falantes. 

## Classificação
Três línguas extintas também são consideradas Zaparoanas:  Andoa, Aushiri e Cahuarano]]. Alguns classificadores também consideram o  Omurano como Zaparoans. 

## Outros nomes
Outros nomes usados para o idioma incluem Iquita, Ikito, Amacacore, Hamacore, Quiturran e Puca-Uma, embora Iquito seja o mais comum.

## Falantes
Da população étnica iquito era de 500 em 2006. Havia 25 falantes fluentes ou nativos, todos com mais de 55 anos, e cerca de 25 parciais ou falantes passivos, todos com mais de 25 anos. Iquito é falado na Loreto, nas regiões dos rios Pintoyacu,  Nanay e Chambira rios e as aldeias de San Antonio e Atalaya.
É tecnicamente um dos idiomas oficiais do Peru. Há uma atitude negativa em relação à língua nas comunidades Iquitos e esses  usam principalmente a língua castelhana. Isso é parcialmente devido a décadas de pressão para assimilar a cultura de língua espanhola. A população é cristã; a Bíblia foi traduzida para o Iquito em 1963. O povo Iquito cultiva mandioca, é de pescadores, caçadores, seringueiros e comerciantes.

## Declínio
Vários fatores afetaram o declínio na fala Iquito; há 25 falantes agora. As doenças infecciosas de tosse convulsa, sarampo e pneumonia tiveram efeitos devastadores na população falante, com um alto número de mortes. Além disso, o sistema de proprietários de terras em vigor na época e as interrupções associadas ao ciclo da borracha e à exploração da borracha reduziram a população.

## Revitalização
A [Universidade do Texas]] patrocinou um programa dirigido por estudantes de graduação para ajudar a população de San Antonio a revitalizar a língua Iquito. Eles estão trabalhando em um dicionário de 1.500 palavras e planos de ensino para ensinar a população mais jovem Iquito.

## Projeto documentação Iquito
O projeto <ref> Iquito Language Documentation Project (IDLP) é um esforço comunitário de revitalização da língua para ajudar a revitalizar a língua Iquito.

## Fonologia

### Consoantes
|                | Bilabial | Dental / Alveolar | Palatal | Velar | Glotal |
| -------------- | -------- | ----------------- | ------- | ----- | ------ |
| Oclusiva       | [p]      | [t]               |         | [k]   |        |
| Fricativa      |          | [s]               |         |       | [h]    |
| Nasal Oclusiva | [m]      | [n]               |         |       |        |
| Aproximante    | [w]      |                   | [j]     |       |        |
| Vibrante       |          | [r]               |         |       |        |

### Vogais
|         | Anterior | Central | Posterior |
| ------- | -------- | ------- | --------- |
| Fechada | i        | ɨ       | u         |
| Aberta  | a        |         |           |

## =Escrita
A língua usa o alfabeto latino numa forma bem limitada em quantidade de letras. 
Só se usam as vogais A, I e U. O I pode ser duplo e também barrado.
As consoantes são somente H, K, Kw, M, N, P, R, S, T. W, Y;

## Amostra de texto
Pai Nosso
Pwe sake niyakuxra kyaya cunya nayeunyu. 

Kya niyakuxigha kanakiyu rikhi aniki.
 Kya nakare zabane kana-nigwami ryeta namyani : yakukhira imakhira karamigwani. Mesyaka yakweno bwakhina keakaninon seike kanike semannikya nesivite. Kanevite nya kya kanivite. 
 Ikyaki katereke kya kivite, eka kinakare etinyu.
 Kikamita numa sennui, zeke eke uyapa khinekhi keynanele. Amen”